# Allium linearifolium
Allium linearifolium — вид рослин з родини амарилісових (Amaryllidaceae); ендемік Південної Кореї.

## Опис
Багаторічна трава. Коріння з короткими і циліндричними кореневищами. Цибулини яйцюваті, шириною 8.0—19.0 мм. Стеблини прямовисні або висхідні, вкриті внизу листковою оболонкою, циліндричні та тверді в перерізі, довжиною 20.5—37.5 см, шириною 0.9—2.2 мм. Листки в основі чергуються, лінійні, круглі в перерізі, конічні на верхівці, серединна жилка відсутня, довжина 19.0—70.5 см, ширина 1.0—3.2 мм. Суцвіття зонтичні, 6—81-квіткові; квітконіжки тонкі, темно-зелені або пурпурні, довжиною 7.0—18.0 мм. Квітки двостатеві; листочків оцвітини 6, еліптичні, від рожевих до пурпурних, з темно-зеленою або темно-пурпурною серединкою, округлі на верхівці; зовнішніх 3 — довжиною 4.5—6.2 мм, шириною 2.9—3.9 мм; внутрішніх 3 — довжиною 5.5—7.1 мм, шириною 3.1—4.0 мм; тичинок 6. Коробочки довжиною 4.5—5.4 мм, шириною 4.8—6.1 мм. Насіння чорне, напівеліптичне, довжиною 2.7—4.2 мм, шириною 1.8—3.0 мм.
Період цвітіння: квітень — листопад.

## Поширення
Ендемік Кореї. Знайдений у провінції Північна Чхунчхон на горі Вораксан. Цей вид трапляється лише на скелястих гірських схилах, що перевищують 700 метрів.